# Horyniec-Zdrój
Pour la commune, voir Horyniec-Zdrój (gmina).
Horyniec-Zdrój est une localité polonaise, siège de la gmina de Horyniec-Zdrój, située dans le powiat de Lubaczów en voïvodie des Basses-Carpates.